# Benny Hansen
Benny Hansen, född 22 februari 1944 i Roskilde, död 27 augusti 1998 i Hjørring, var en dansk skådespelare. Hansen är troligen främst känd för rollen som Frede "Fede" Hansen i TV-serien Matador.

## Filmografi i urval
- 1968 – Olsen-banden
- 1969 – Stine og drengene
- 1969 – Tänk på ett tal
- 1970–1977 – Huset på Christianshavn (TV-serie)
- 1971 – Olsen-banden i Jylland
- 1973 – Olsenbanden slår till
- 1978 – Agent 69 Jensen i Skyttens tegn
- 1978–1982 – Matador
- 1979 – Olsen-banden overgiver sig aldrig
- 1985 – August Strindberg: Ett liv
- 1993 – Svart höst
- 1994 – Riket
- 1995 – Vita lögner
- 1996 – Djungeldjuret Hugo – den stora filmhjälten (röst)
- 1998 – Taxa
- 1998 – Olsen-bandens sidste stik